# Cannabinol
Ne doit pas être confondu avec Cannabidiol.
Pour les articles homonymes, voir CBN.

Oxydation du THC en CBN

Le cannabinol aussi connu sous le nom de CBN est un cannabinoïde présent en faible quantité dans la plante cannabis sativa, où il est issu de l'oxydation du tétrahydrocannabinol (THC).